# Happy End
Happy End é um filme de drama franco-alemão-austríaco de 2017 dirigido e escrito por Michael Haneke. Protagonizado por Isabelle Huppert e Jean-Louis Trintignant, estreou no Festival de Cannes 2017, no qual competiu para a Palm d'Or.

## Elenco
- Isabelle Huppert - Anne Laurent
- Jean-Louis Trintignant - Georges Laurent
- Mathieu Kassovitz - Thomas Laurent
- Fantine Harduin - Eve Laurent
- Franz Rogowski - Pierre Laurent
- Laura Verlinden - Anaïs Laurent
- Toby Jones - Lawrence Bradshaw
- Loubna Abidar